# Alstroemeria litterata
Alstroemeria litterata este o specie de plante monocotiledonate din genul Alstroemeria, familia Alstroemeriaceae, descrisă de Pierfelice Ravenna. Conform Catalogue of Life specia Alstroemeria litterata nu are subspecii cunoscute.